# Coule

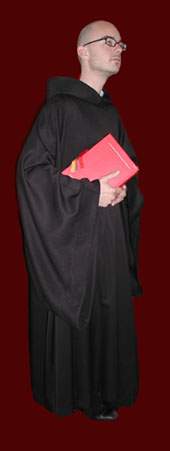
Moine catholique portant la coule.

La coule, ou la robe de bure aussi appelée cuculle (du latin cucullus), est un vêtement à capuchon porté par les moines.

## Origine et utilisation
À l'origine, il s'agit d'une sorte de pèlerine romaine et gauloise utilisée pour les travaux des champs, variante du birrus (en).
La coule devient par la suite un vêtement monastique. Il ne s'agit pas d'un ornement liturgique.
L'antique pænula, planeta, casula, a évolué dans deux directions. Elle est d'une part à l'origine de la chasuble liturgique et d'autre part à l'origine du vêtement de chœur des moines, qui n'est autre qu'une ample chasuble dont les pans cousus ont formé les manches. Le capuchon qui y est attaché, appelé en latin cuculla, lui a donné son nom de coule ou cuculle. 
Ce vêtement très ample, souvent plissé et à longues manches, est porté par les moines pour se rendre à l'office et aux exercices de la vie communautaire (chapitre, réfectoire en hiver, parfois scriptorium). La coule est noire pour les bénédictins et blanche pour les cisterciens, ainsi que pour certaines communautés bénédictines méridionales, telles que les olivétains.